# Cleomenes (generaal)
Cleomenes (Oudgrieks: Κλεομένης), was een Spartaans generaal. Tijdens de eerste regeerperiode van Pausanias II was hij opperbevelhebber van de Spartaanse troepen. Hij was de zoon van voormalig regent en generaal Pausanias I, en de kleinzoon van koning Cleomenes I. Net als zij behoorde hij tot de Agiaden.
Omdat zijn neef, Pausanias II, nog minderjarig was in het begin van zijn eerste regeerperiode, stond Cleomenes hem bij. In 427 v. Chr. werd hij met zijn leger naar Athene gezonden, om daar orde op zaken te stellen. Athene was namelijk in een machtsstrijd verwikkeld met Mytilene, om de macht in Attica. Cleomenes viel Attica binnen en verwoestte het gebied. Cleomenes moest zich terugtrekken wegens voedselgebrek. Zijn campagne was succesvol geweest, maar even later viel Mytilene toch in handen van Athene.